# Броден, Жак
Жак Броден (фр. Jacques Brodin, 22 декабря 1946, Лез-Андели, департамент Эр, Франция — 1 октября 2015) — французский фехтовальщик-шпажист, бронзовый призёр летних Олимпийских игр в Токио (1964).

## Спортивная карьера
Четырехкратный победитель мировых первенств среди юниоров (1962, 1964—1966), в 1963 г. занял второе место.
На летних Олимпийских играх в Токио (1964) стал бронзовым призёром в соревнованиях шпажистов. В составе сборной выступал также его брат Клод. На своей второй Олимпиаде — в Мюнхене, был шестым в индивидуальном зачете и четвёртым — в командном.
Также был двукратным чемпионом мира в командном зачете (1965 и 1966) и дважды был серебряным призёром мировых первенств (1967 и 1974).
Пятикратный чемпион Франции (1968.1969, 1971, 1972 и 1974).
По завершении спортивной карьеры работал электриком.